# Chiesa di San Rocco (Melegnano)
La chiesa di San Rocco è una chiesa cattolica della città italiana di Melegnano, nell'arcidiocesi di Milano.

## Storia
Le origini della chiesa non sono note con precisione: si sa che in passato era officiata dai frati disciplini, come la vicina chiesa di San Pietro e che il campanile risale al 1670.
Nel Seicento e nel Settecento fu più volte danneggiata dalle truppe che in varie occasioni passarono per Melegnano.

## Caratteristiche

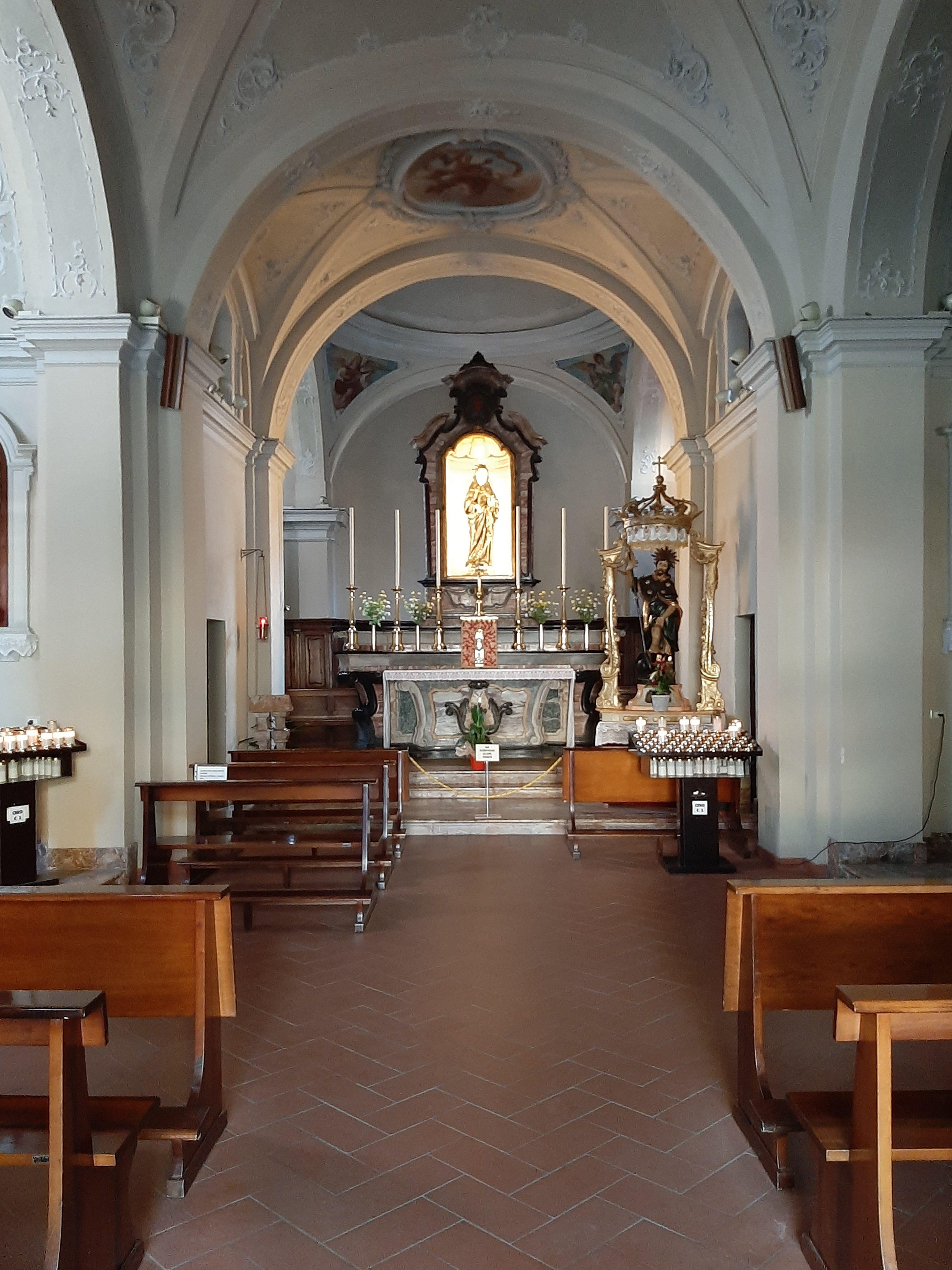
L'interno

La chiesa è posta al limite del centro storico, all'imbocco dell'antica strada che conduceva a Carpiano.
La facciata, nello stile del tardo rococò, possiede ricche decorazioni in cemento modellato; spicca al centro un medaglione dipinto raffigurante san Rocco. A destra della facciata si innalza il campanile.
L'interno è a navata unica coperta da una volta a botte. Le pareti interne sono decorate a stucco e ornate da affreschi del pittore locale Romeo Rivetta eseguiti nel 1889. Sui due lati della navata sono presenti due cappelle: in quella di destra si trova un altare su cui è posto un Crocifisso ligneo ritenuto miracoloso, e due statue anch'esse lignee raffiguranti san Rocco e sant'Antonio abate; in quella di sinistra si conserva un affresco di epoca rinascimentale, forse posto in precedenza sotto un portico esterno ora scomparso, raffigurante la Madonna delle Grazie ed echeggiante la maniera del Luini e del Bergognone.
Dietro l'altare maggiore è posto un coro ligneo intagliato, a doppio ordine di scranni, risalente al 1779.